# Обросово (Тверская область)
Обросово (карел. Obros’siva) — деревня в Молоковском районе Тверской области, административный центр Обросовского сельского поселения.

## География
Деревня расположена в 21 км на юго-запад от районного центра пгт Молоково.

## История
В конце XIX — начале XX века деревня входила в состав Поречской волости Бежецкого уезда Тверской губернии. В 1887 году в деревне было 66 дворов. В 1881 в Обросово было открыто земское училище, в 1896 — церковно-приходская школа. 
С 1929 года деревня являлась центром Обросовского сельсовета Молоковского района Бежецкого округа Московской области, с 1935 года — в составе Калининской области, с 2005 года — центр Обросовского сельского поселения.
В годы Советской Власти в деревне находилось правление колхоза «Ленинская искра».

## Население
| 1859 | 1887 | 1919 | 1997 | 2008 | 2010 |
| ---- | ---- | ---- | ---- | ---- | ---- |
| 112  | ↗364 | ↗701 | ↘167 | ↘112 | ↘103 |

## Инфраструктура
В деревне имеются детский сад, клуб, офис врача общей практики, отделение почтовой связи. 